# Tinkoff
Tinkoff (UCI код TNK) — бывшая профессиональная российская велокоманда, выступавшая в Мировом Туре UCI. Титульный спонсор команды — российский «Тинькофф Банк».
У «Тинькофф» самая богатая история участия в Tour de France среди существующих команд (16 сезонов подряд). С 2005 по 2007 год команда лидировала в командном зачёте UCI ProTour, а в 2010 заняла первое место в UCI World Ranking. На счету команды 13 побед в классических велогонках, 13 побед на шоссейных веломногодневках и 6 побед на Гранд Турах: Альберто Контадор выигрывал Вуэльту Испании в сезонах 2012 и 2014 и Джиро д’Италия 2015, Иван Бассо побеждал на Джиро в 2006, ещё две победы принесли Карлос Састре на Тур де Франс 2008 и Энди Шлек на Тур де Франс 2010.
Созданная в 1998 году под именем Home-Jack&Jones, она стала первой профессиональной датской велокомандой. Вместе со сменой спонсоров команда меняла названия: Memory Card-Jack & Jones, затем CSC-World Online, CSC-Tiscali, CSC, CSC Saxo Bank, Saxo Bank, Saxo Bank-Sungard. Только в сезоне 2012 команда дважды меняла имя, побывав Saxo Bank и Saxo Bank-Tinkoff Bank. В 2013 выступала как Saxo-Tinkoff, в сезонах 2014 и 2015 как Tinkoff-Saxo. С сезона 2016 года команда выступает как Tinkoff.
С момента создания и до марта 2015 года спортивным директором команды был её основатель, бывший датский велогонщик и победитель Тур де Франс 1996 года Бьярне Рийс. С декабря 2013 года командой владеет через управляющую компанию Tinkoff Sport (прежде — Riis Cycling A/S) российский банкир «Олег Тиньков. Команда с сезона 2014 года стала российской и, наряду с Катюшей», некогда созданной по инициативе того же Тинькова на основе Tinkoff Credit Systems, является одной из двух российских велокоманд, выступающих в гонках Мирового тура Международного союза велосипедистов.
В 2016 году Олег Тиньков завил о роспуске команды.

## История
Первоначально управлявшая командой компания Professional Cycling Denmark была создана в 1996 году бывшим чемпионом мира по шоссейному велоспорту среди любителей Алексом Педерсеном, представителем Bestseller Финном Полсеном, Бьярне Рийсом, выступавшим за Team Telecom, и членами велосипедного клуба Herning Cykle Klub Торбеном Колбэком и Йоннесом Полсеном. Команда была основана в Хернинге и использовала лицензию любительской команды клуба.

### Home-Jack & Jones: 1998—1999
Перед сформированной в 1998 году командой стояла задача пройти отбор на Тур де Франс 2000-го года. Команда под руководством спортивных директоров Торбена Колбэка и Алекса Педерсена начала сезон с 11 гонщиками, включая ветеранов «Тур де Франс» Брайана Холма и Джеспера Скибби. Генеральными спонсорами компании стали датское агентство недвижимости home a/s и принадлежащий Bestseller производитель одежды Jack & Jones. Часть финансирования предоставили Бьярне Рийс, владевший 50 % команды, а также Post Danmark, Netto и Peugeot Cycles. Общий бюджет на 1998 год составил 1 миллион евро.
Уже в первые месяцы Кристиан Андерсен и Джеспер Скибби одержали победы в гонках второго дивизиона. Неожиданностью стало желание Брайна Холма покинуть команду в середине сезона. Из-за разногласий с Колбэком и Педерсеном он в мае 1998 перешёл к конкурентам в Team Acceptcard. По итогам 1998 году велосипедисты home-Jack & Jones заняли 32-е место в общей классификации.
Бюджет на сезон 1999 года увеличился до 2,4 миллиона евро, что позволило расширить команду до 14 гонщиков и нанять более сильных спортсменов.
В начале 1999 года разразился масштабный скандал, связанный с употреблением допинга участниками Тур де Франс 1998 года. Он напрямую не затронул членов команды, но ряд средств массовой информации обвинили в допинге персонально Бьярне Рийса, выигравшего двумя годами ранее Тур де Франс 1996. Под давлением медиа и спонсоров он продал свою долю в Professional Cycling Denmark. В том же году из-за превышения величины гематокрита в крови (обнаружено 53,4 %, тогда как предельная разрешённая величина 50 %) заподозрен в использовании эритропоэтина и уволен бельгийский гонщик Марк Стрил. Допинговый скандал послужил причиной решения home a/s о прекращении сотрудничества с командой по окончании сезона.
Тем не менее это был самый успешный сезон вплоть до 2005 года: команда одержала 26 побед в гонках Международного союза велосипедистов, в их числе победа Микаэля Сандстода на Четырёх днях Дюнкера. По итогам сезона home-Jack & Jones перешла в первый дивизион.

### Memory Card-Jack & Jones: 2000

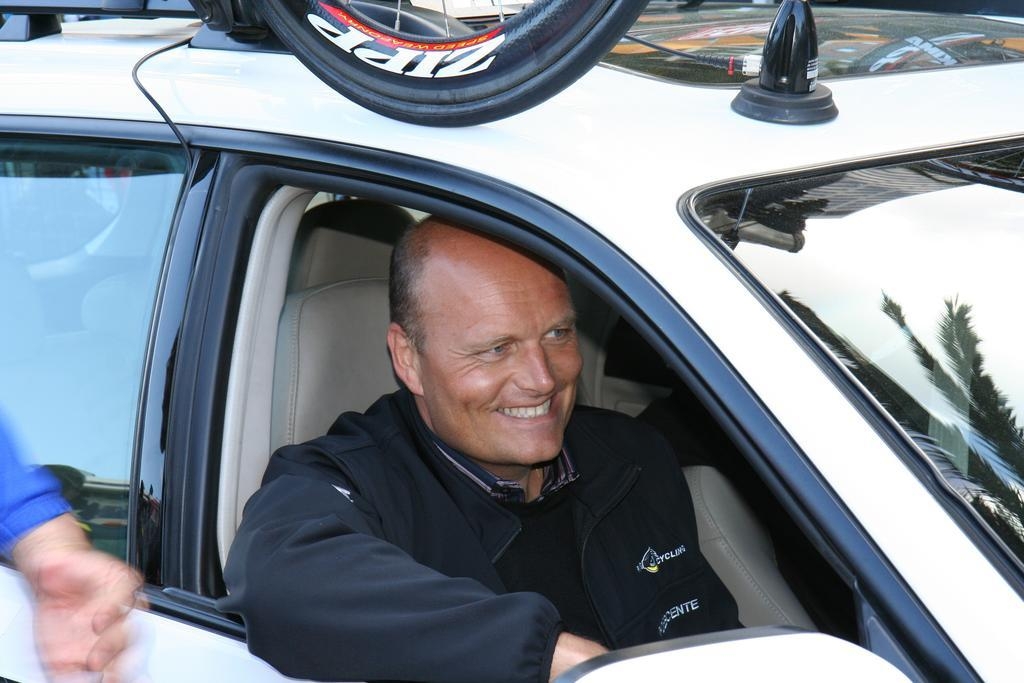
Бьярне Рийс, возглавивший команду в 2000 году

В 2000 году команда впервые приняла участие в Тур де Франс под руководством нового капитана — Бо Хамбургера. Спонсором стал датский производитель карт памяти Memory Card A/S.
В апреле член велокоманды Николай Бо Ларсен был обвинён в употреблении допинга, но не был привлечён к ответственности из-за неоднозначности результатов: анализ крови в день Тура Фландрии показал уровень гематокрита в 51 %, но накануне и на следующий день после гонки показатель был на уровне 47 %. Jack & Jones после очередного скандала отказалась продлевать спонсорский контракт на новый сезон.
В августе Memory Card A/S назначила Бьярна Рийса на должность директора управляющей командой компании Professional Cycling Denmark. Это стало сюрпризом как для второго титульного спонсора, так и Торбена Колбэка, до того занимавшего эту должность. Компания Bestseller, владелец марки Jack & Jones, посчитала такой подход к управлению неприемлемым и досрочно разорвала контракт с командой. В конце сезона из-за финансовых проблем Memory Card A/S отказался от продления спонсорского контракта и уже в начале 2001 обанкротилась.

### CSC-Tiscali: 2001—2002
Основными спонсорами команды в 2001 году стали Computer Sciences Corporation (CSC) и интернет-провайдер World Online, летом того же года поглощенный итальянской телекоммуникационной корпорацией Tiscali. Совокупный бюджет составил 4,5 миллиона евро, а в соревнования команда выступила под названием CSC-Tiscali.
В 2001—2002 за CSC-Tiscali выступал известный французский велогонщик Лоран Жалабер, привлечённый одним из спонсоров команды — производителем велосипедов Look. В сезоне 2001 года он заработал титул «горного короля» Тур де Франс и выиграл этап гонки, проходивший в День взятия Бастилии. В конце года Жалабер выиграл Классику Сан-Себастьяна. В 2002 году он снова стал «горным королём», повторил успех в Сан-Себастьяне и покинул команду.
В апреле 2001 Бо Хамбургер был заподозрен в допинге; новый метод анализа крови показал, что у гонщика превышен уровень искусственного эритропоэтина. В сентябре того же года команда не продлила контракт с Хамбургером. Он был оправдан Спортивным арбитражным судом год спустя.
Американский гонщик Тайлер Хэмилтон, присоединившийся к CSC-Tiscali в 2001 году, занял второе место на Джиро д’Италия в 2002, несмотря на перелом лопатки. Команда была близка к победе в командном зачёте Тур де Франс 2002 года, но не стала лидером из-за спустившейся шины гонщика Майкла Сэндстода. Наконец, в этом же сезоне Якоб Пиил выиграл гонку Париж — Тур.

### CSC: 2003—2008

#### 2003—2004

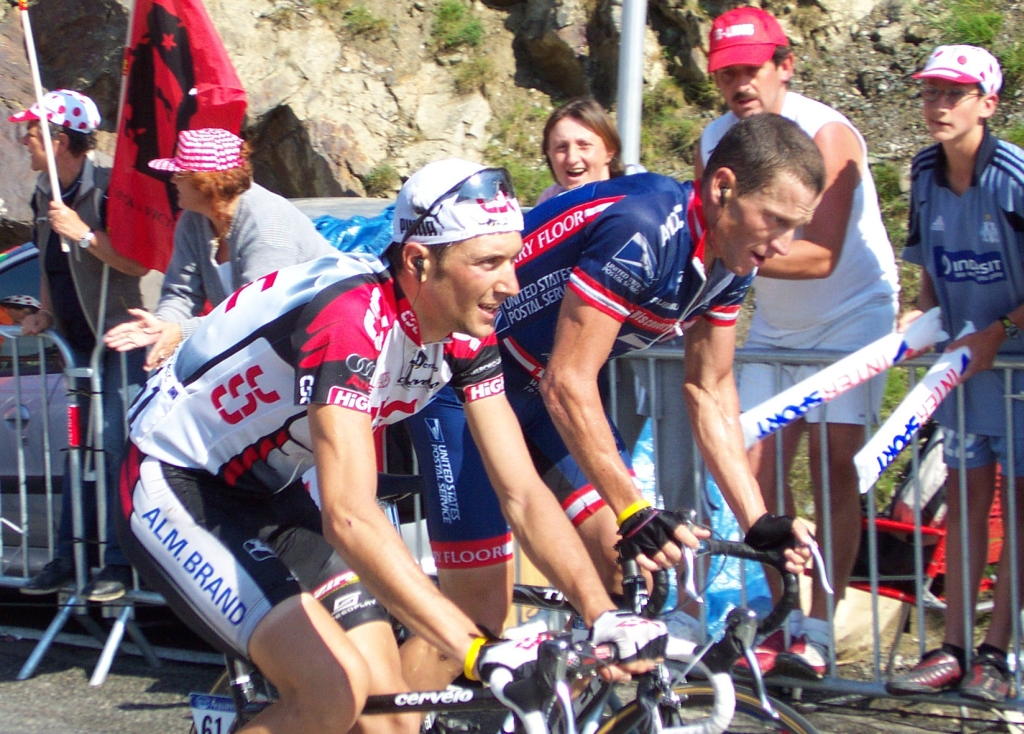
Иван Бассо и Лэнс Армстронг

В 2003 году команда сменила управляющую компанию на Riis Cycling, принадлежащую Бьярне Рийсу. Команда прекратила сотрудничество с Tiscali, но не смогла найти второго спонсора и в дальнейшем выступала под названием Team CSC с уменьшенным бюджетом. Штаб-квартира была перенесена в центральный офис одного из спонсоров, датской страховой компании Alm. Brand, расположенный в пригороде Копенгагена Конгенс-Люнгбю.
В сезоне 2003 года Тайлер Хэмилтон был назначен лидером команды. К Тур де Франс он подошёл в отличной форме, до того выиграв гонку Льеж — Бастонь — Льеж, однако в «завале» ещё на первом этапе получил перелом ключицы. Ближе к концу Тура он сумел восстановиться, одержал победу на 16-й этапе и в общей классификации веломногодневки занял четвёртое место. Другие гонщики Team CSC — Якоб Пиил и Карлос Састре — выиграли 10-й и 13-й этапы соответственно. Team CSC одержала победу к командном зачёте.
В 2004 году Хэмилтона, перешедшего в швейцарскую команду Phonak, сменил обладатель белой майки на Тур де Франс 2002 года Иван Бассо из Fassa Bortolo. Сезон стал удачным для команды: Курт Асле Арвесен и Йенс Фогт заняли первые два места на Туре Дании, а Иван Бассо выиграл горный этап Тур де Франс 2004 и занял третье место в генеральной классификации. Участию Team CSC в Туре 2004 года посвящён документальный фильм Томаса Гисласона Overcoming.

#### 2005

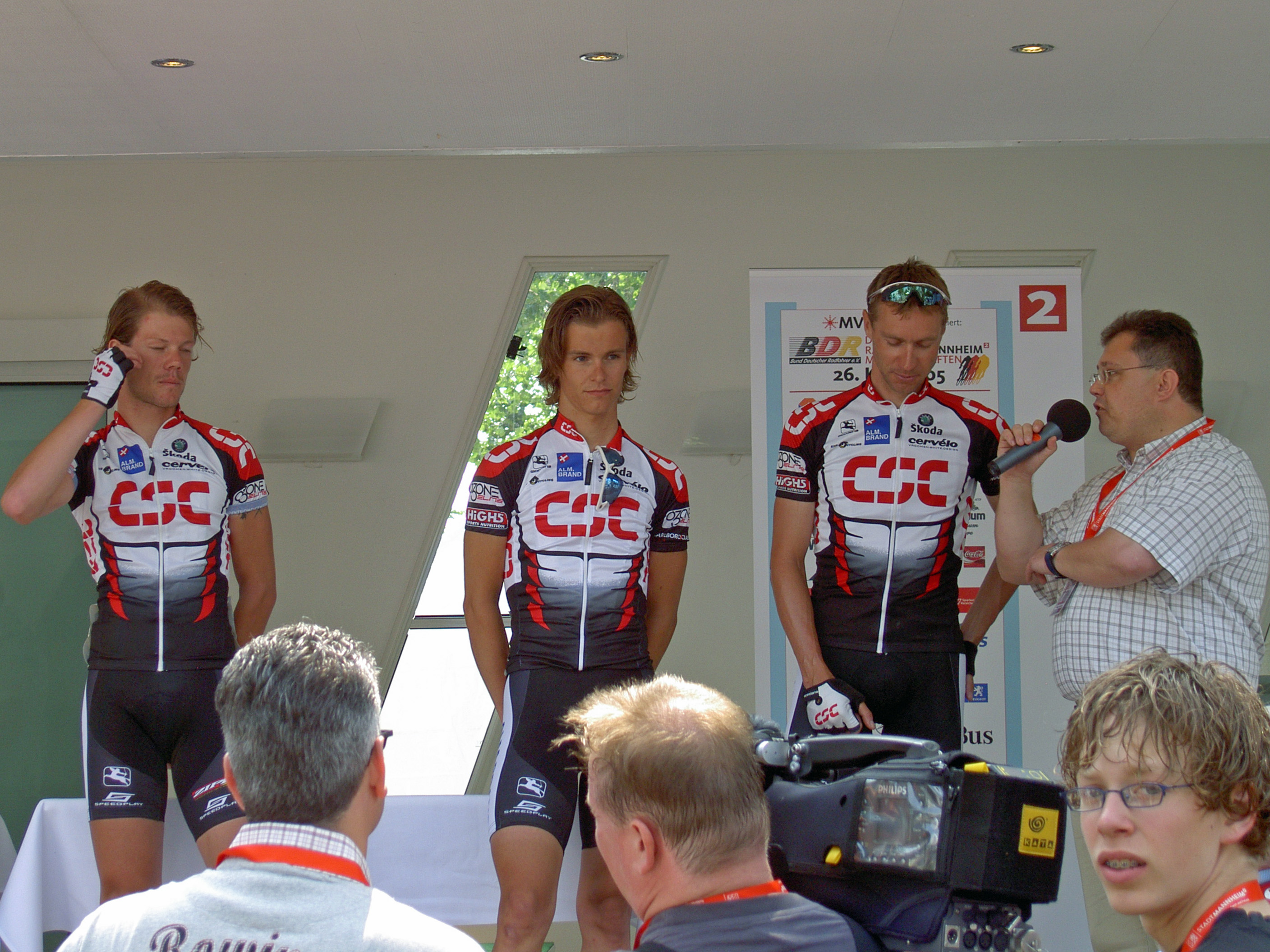
слева направо: Линус Гердеманн, и Йенс Фогт

Несмотря на финансовые трудности, 2005-й стал самым успешным годом Team CSC благодаря победам Бобби Джулича и Йенса Фогта. По итогам года Team CSC одержала 40 побед, выиграла ProTour, а Джулич стал восьмым в списке лучших гонщиков, составленном федерацией.
На старте сезона Фогт одержал победу в прологе многодневки Париж — Ницца, а Джулич выиграл саму гонку и стал первым спортсменом, надевшим майку лидера серии гонок UCI ProTour. За этим последовали победа Фогта на 18-м этапе Тура Страны Басков Фогта и три победы Ивана Бассо и Дэвида Забриски на этапах Джиро д’Италия.
На Тур де Франс Забриски был первым в прологе и возглавлял классификацию на протяжении трёх этапа. Иван Бассо не выиграл ни одного этапа, однако занял по итогу гонки второе место, уступив только Лэнсу Армстронгу, позднее лишённому всех титулов за допинг. Уже в августе Бассо выиграл Тур Дании, а Джулич — Энеко Тур (Карлос Састре стал вторым). Никки Сёренсен выиграл 17-й этап Вуэльты Испании, а Састре занял второе место в индивидуальном зачёте.
В 2005 году Computer Sciences Corporation приняли решение о продлении спонсорского контракта до 2008 года, что позволило команде увеличить срок контракта с Бассо на три года.

#### 2006

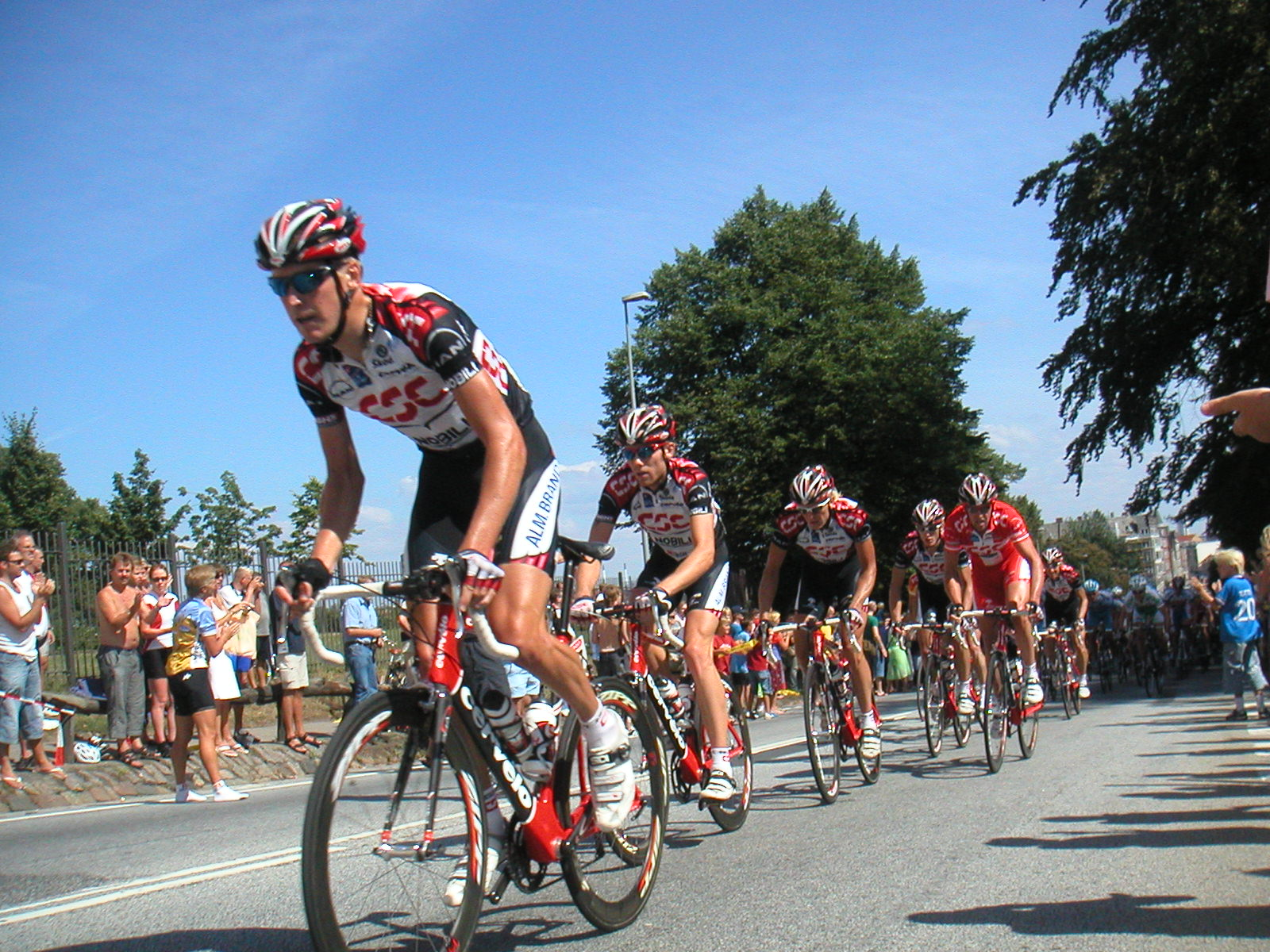
Гонщики CSC на Туре Дании в августе 2006

В сезоне 2006 года CSC поставила целью победу на всех трёх Гранд Турах. Команда полагалась на Бассо и Састре в гонках-многодневках, на Забриски, Джулича и Фабиана Канчеллару в гонках с раздельным стартом. В этом сезоне за Team CSC выступали Йенс Фогт и Стюарт О’Грэйди, единственный спринтер команды. Команда второй год подряд выиграла ProTour, а в индивидуальном зачёте Фрэнк Шлек занял третье место.
Первой победой в 2006 году стал пролог гонки Париж — Ницца, выигранный Джуличем, за ней последовали победы в гонке с раздельным стартом Тиррено — Адриатико и однодневной Париж — Рубе, которые одержал Канчеллара. Фрэнк Шлек, выступавший за команду с 2003 года, выиграл Амстел Голд Рейс. Иван Бассо выиграл три этапа и Джиро д’Италия. Крстиан Ванде Вельде выиграл Тур Люксембурга. Састре лидировал на горных этапах Тур де Франс 2006, но показал плохой результат на гонке с раздельным стартом и финишировал четвёртым в индивидуальном зачёте (позднее победитель Флойд Лэндис был дисквалифицирован за допинг). На этапе гонки в Альп-д'Юэз победил Фрэнк Шлек, на равнинном этапе после долгого перерыва отличился Йенс Фогт. Фогт также выиграл раздельный старт, несколько этапов, включая горный, и победил в индивидуальном зачёте Тура Германии 2006. Састре финишировал четвёртым на Вуэльте Испании, а Team CSC выиграла командный зачёт в гонке с раздельным стартом. В конце сезона Мартин Педерсен выиграл Тур Британии.
В 2006 году против Ивана Бассо в рамках Операции Пуэрто были выдвинуты обвинения в употреблении допинга. Несмотря на то, что Федерация велоспорта Италии сняла обвинения из-за недостатка доказательств, организаторы «Тур де Франс» не допустили Бассо к участию в гонке. Его контракт с командой был расторгнут по соглашению сторон. В 2007 году полиции удалось изучить пробы его крови, и до того отрицавший все обвинения Бассо был дисквалифицирован на два года.

#### 2007

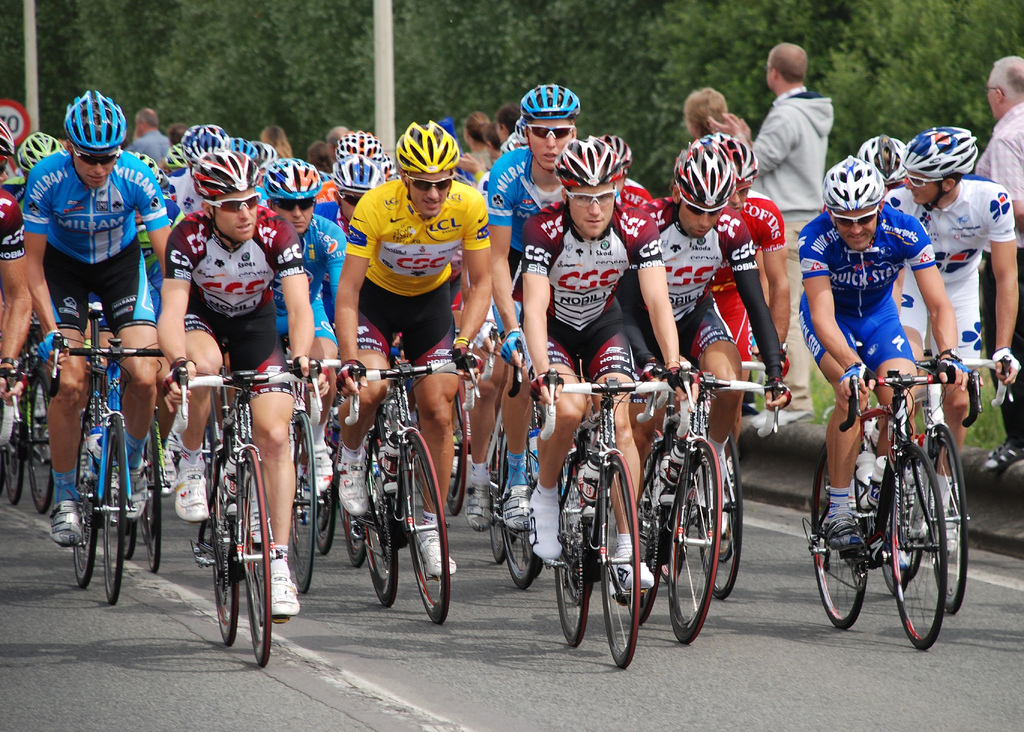
Фабиан Канчеллара в жёлтой майке лидера на 3-м этапе Тур де Франс 2007

К команде присоединился Хуан Хосе Аэдо, заинтересовавший Бьярне Рийса успешными выступлением в прошлом сезоне. В 2007 году Team CSC третий раз подряд выиграла командную классификацию UCI ProTour. В сезоне классических велогонок О’Грэйди выиграл Париж — Рубе, Фогт вновь одержал победу на Туре Германии. Курт Асле Арвесен одержал победу на важном для команды Туре Дании.
Команда сделала упор на подготовке к Вуэльте Испании, направив сильнейших гонщиков в помощь Карлосу Састре, который в итоге финишировал вторым в индивидуальном зачёте. На Джиро д'Италия поставили молодых гонщиков: Анди Шлек выиграл соревнование среди юниоров и занял второе место в общей классификации.
Фабиан Канчеллара подошёл к Тур де Франс 2007 в отличной форме, победив незадолго до того на двух этапах Тура Швейцарии. Он выиграл пролог и третий этап, благодаря чему возглавлял генеральную классификацию вплоть до 8-го этапа, однако в число победителей он не попал. Его партнёр по команде Карлос Састре занял 4-е место в генеральной классификации (позднее обладатель 3-е места Леви Лайфаймер будет дисквалифицирован). В командном зачёте команда взяла бронзу.
Допинговые скандалы, из-за которых по ходу Тур де Франс были отстранены несколько фаворитов, как, например, Микаэль Расмуссен из Rabobank, не затронули гонщиков Team CSC, но Бьярне Рийс признался в использовании кортикостероидов, гормона роста и эритропоэтина в 1993—1998 годах. Дисквалификация Бассо и признания Рийса послужили причиной расторжения спонсорского контракта с MAN Nutzfahrzeuge AG в середине года.

### CSC-Saxo Bank: 2008

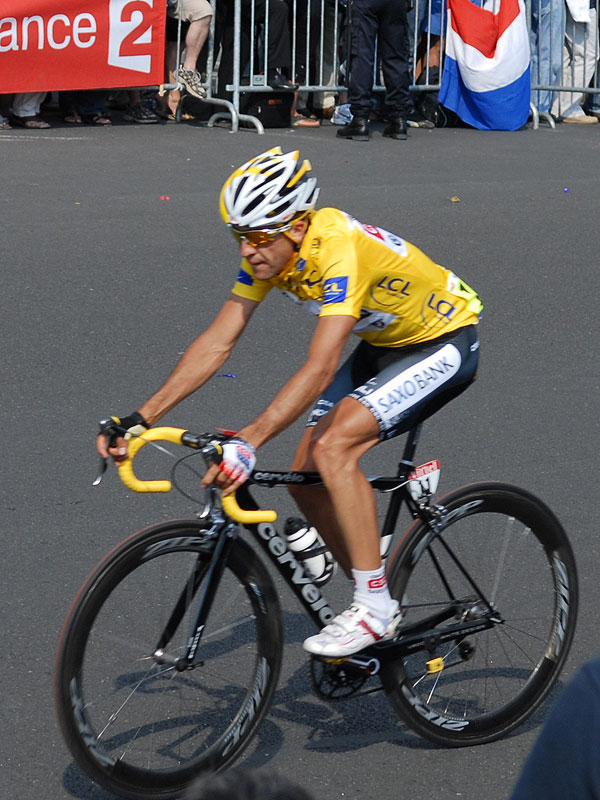
Карлос Састре в жёлтой майке лидера «Тур де Франс» на въезде в Париж

В марте 2008 компания Computer Sciences Corporation объявила о решении не продлевать спонсорский контракт по окончании сезона, объяснив это «сменой приоритетов». В июне было объявлено, что Riis Cycling A/S привлекла датский Saxo Bank в качестве титульного спонсора на ближайшие три года. Договорённости вступили в силу немедленно, и на Тур де Франс команда выступала уже под новым именем Team CSC-Saxo Bank.
Команда хорошо стартует в сезоне: к началу Гранд Туров Хуан Хосе Аэдо выигрывает шесть раз, в том числе и на Классике Альмерии, Канчеллара побеждает в гонках Монтепаски Эроика, Тиррено — Адриатико и Милан — Сан-Ремо, Курт Арвенсен — в E3 Харелбеке, а Фогт приходит первым на Критериум Интернасьональ.
Выступление на Джиро д’Италия оказалось неудачным: второе командное место на первом этапе, победа Фогта на 18-м этапе и 14-е место в генеральной классификации лучшего гонщика команды Густава Ларссона. В веломногодневке Тур де Франс команда делала ставку на Карлоса Састре и братьев Шлек. Арвесен, Састре и Канчеллара выиграли 11-й, 17-й и 20-й этап соответственно. Анди Шлек финишировал в белой майке лучшего молодого гонщика, его брат Фрэнк возглавлял генеральную классификацию два этапа, но в итоге занял пятое место. Победителем стал Карлос Састре, как и Team CSC-Saxo Bank, занявшая первое место в командном зачёте. На Вуэльте Испании Матти Брешель выиграл на 21-м этапе, в генеральной классификации Карлос Састре занял третье место.
Окончание сезона отметилось победой Йенса Фогта на Туре Польше и известием, что Састре переходит в основанную в том же году команду Cervelo TestTeam. Также в сентябре было анонсировано, что датская телекоммуникационная компания IT Factory будет соспонсором команды в ближайшие три года. Однако вскоре компания оказалась в центре скандала, связанного с мошенничеством её директора, и обанкротилась уже в конце года.

### Saxo Bank: 2009—2010

#### 2009

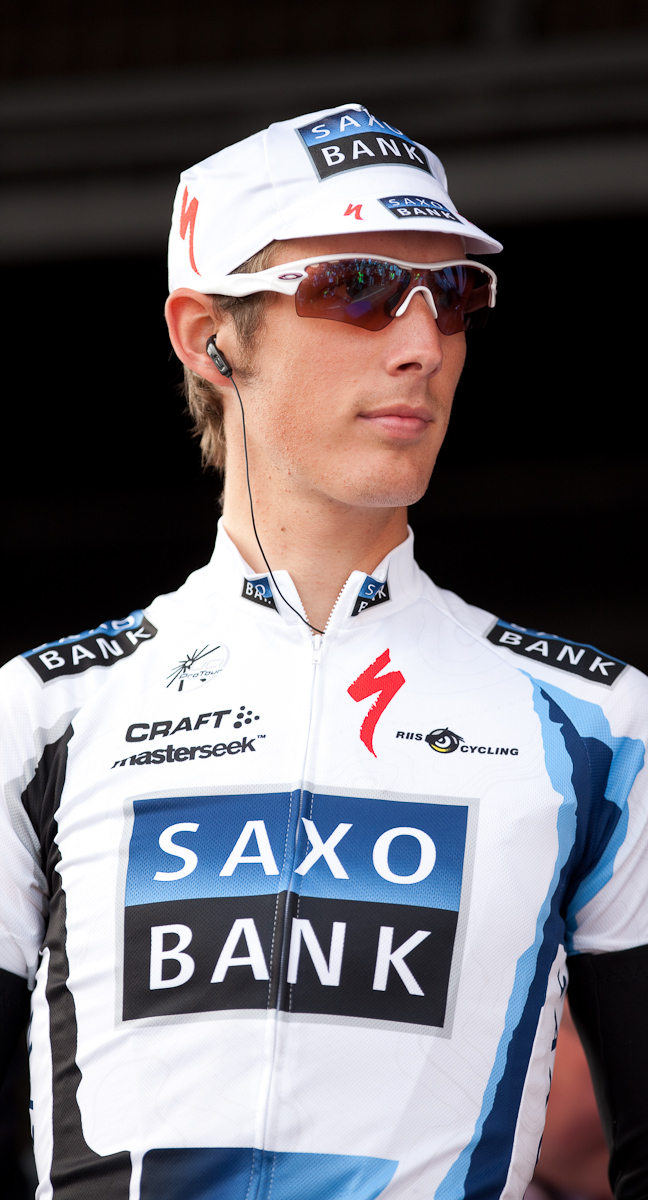
Анди Шлек в 2009 году

Йенс Фогт успешно выступил на Критериум Интернасьональ, победив на одном из этапов и в общем зачёте. Команда показала хороший результат на Арденских классиках: Карстен Крун занял второе место в Амстел Голд Рейс, Анди Шлек был вторым на Флеш Валонь и первым в гонке Льеж — Бастонь — Льеж. Его брат Фрэнк стал вторым на трассе Париж — Ницца и выиграл Тур Люксембурга. Фабиан Канчеллара, в начале сезона испытывавший проблемы со здоровьем, восстановился к лету и впервые в карьере выиграл Тур Швейцарии. Перспективный новичок команды Якоб Фульсанг победил на Туре Словении и второй раз подряд в Туре Дании, а также занял второе место на Джиро дель Эмилия.
На Джиро д’Италия команде не удалось ни одного этапа, в итоге в генеральной классификации она не попала даже в первую десятку. На Вуэльте Испании за Канчелларой остались первый и восьмой этапы. На Тур де Франс Фабиан Канчеллара, Никки Сёренсен и Фрэнк Шлек выиграли первый, двенадцатый и семнадцатый этапы соответственно. На протяжении первых шести этапов Канчеллара был в жёлтой майке лидера, но в конечном счёте закончил гонку лишь 88-м. Анди Шлек второй год подряд выиграл молодёжную классификацию гонки. В общекомандном зачёте за Team Saxo Bank осталось третье место. На Вуэльте Испании Канчелларой побеждал на первом и восьмом этапах, Якоб Фульсанг по разу занимал второе и третье места.

#### 2010

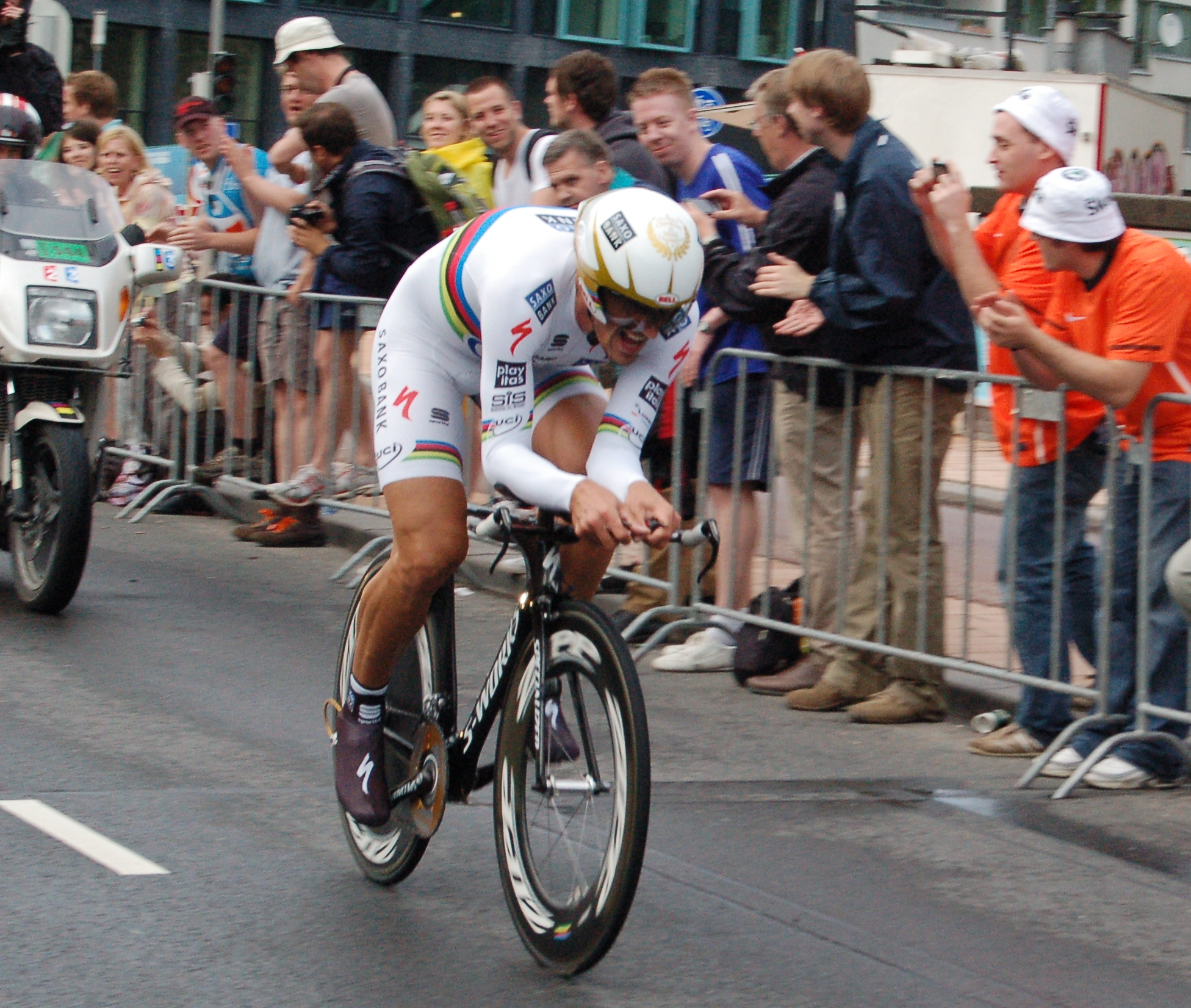
Фабиан Канчеллара на «Тур Де Франс» 2010 года

В начале года Saxo Bank подтвердил, что планирует завершить спонсорский контракт в конце сезона, поскольку тот расходился с маркетинговой стратегией банка. Из-за финансовых затруднений команде пришлось расстаться с Карстеном Круном, Куртом Арвесеном и Александром Колобневым. Бьярне Рийс перед началом сезона отмечал, что общий уровень команды остаётся на уровне прежних лет, и возлагал надежды на братьев Шлек и Якоба Фульсанга. Приоритетами назывались классические велогонки и Тур де Франс.
В начале сезона Матти Брешель победил в бельгийской гонке Dwars door Vlaanderen, а затем Канчеллара последовательно выиграл E3 Харелбеке, Тур Фландрии и Париж — Рубе. На двух этапах из пяти в Четырёх днях Дюнкерка победил Алекс Расмуссен. Фрэнк Шлек был первым в общем зачёте Тура Швейцарии.
На Джиро д’Италия Крис Анкер Сёренсен и Густав Ларссон победили на 8-м и 21-м этапах. Новичок команды Ричи Порт лидировал на протяжении трёх этапов и по результатам гонки получил белую майку лучшего молодого гонщика, заняв седьмое место в генеральной классификации. Тур де Франс начался с победы Канчеллары в прологе гонки, на 8-м и 17-м этапах побеждал Анди Шлек, на 19-м — вновь Канчеллара. В генеральной классификации Шлек занял второе место, уступив Альберто Контадору, а также стал лучшим среди юниоров. В 2012 году Спортивный арбитражный суд в Лозанне признал Контадора виновным в использовании допинга и лишил титула победителя Тур де Франс 2010 — первое место перешло Анди Шлеку.
Незадолго до начала Тур де Франс один из спортивных директоров команды Ким Андерсен объявил о своём уходе и намерении создать новую люксембургскую команду. В конце июля братья Шлек подтвердили слухи и объявили об уходе из Team Saxo Bank. На Вуэльте отношения между Шлеками и Рийсом окончательно испортились. Энди Шлек и Стюарт О’Грэйди выпили после 9-го этапа — после этого Рийс не допустил их на старт, а позже настоял на дисквалификации спортсменов. В конце сезона вслед за братьями в новую команду перешли Фабиан Канчеллара, Якоб Фульсанг, Доминик Клемм, Андерс Лунд, Стюарт О’Грэйди и Йенс Фогт. Матти Брешель ушёл в Rabobank.

### Saxo Bank-SunGard: 2011
В конце 2010 технологическая компания SunGard, выступавшая спонсором команды с начала года, приняла решение расширить свою роль до совместного спонсора в 2011 и 2012 годах. Saxo Bank изменил решение и остался титульным спонсором команды.
В этом сезоне к команде присоединился привлечённый из Astana Pro Team в августе 2010 года Альберто Контадор.

### Saxo-Tinkoff и Tinkoff-Saxo: 2012—2015

#### 2012—2013

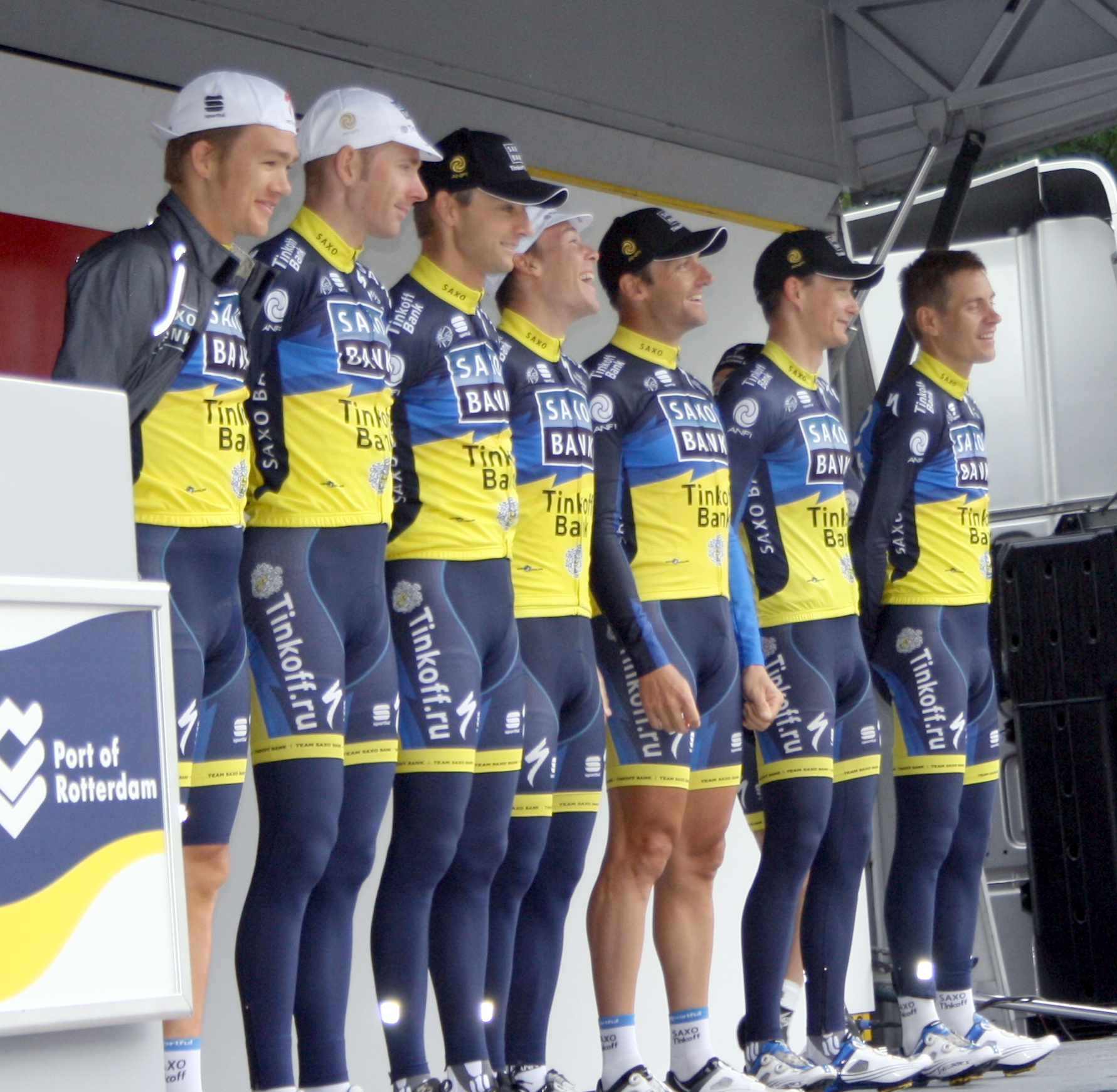
Команда на старте гонки в 2012 году

В конце 2011 года по согласию сторон SunGard снял с себя роль спонсора. Новым спонсором с середины сезона 2012 года стал российский банк «Тинькофф Кредитные Системы» (с 2015 года — Тинькофф Банк). Достижение договорённости с Олегом Тиньковым, в свою очередь, подтолкнуло Saxo Bank продлить спонсорский контракт на 2013 год. Несмотря на обсуждавшиеся в прессе конфликты между Тиньковым, Рийсом и капитаном команды Альберто Контадором в декабре 2013 года команда была приобретена Олегом Тиньковым. С этого момента она выступала под названием Team Tinkoff-Saxo. Новой управляющей компанией стала Tinkoff Sport A/C. Team Tinkoff-Saxo стала третьей велокомандой Олега Тинькова, частью его давнего увлечения велоспортом. Сам предприниматель пояснял, что приобретение команды было мотивировано как личным интересом, так и коммерческим.
На фоне неудачного для команды сезона 2012 года Альберто Контадор, с которого была снята дисквалификация, занял первое место на Вуэльте Испании.

#### 2014

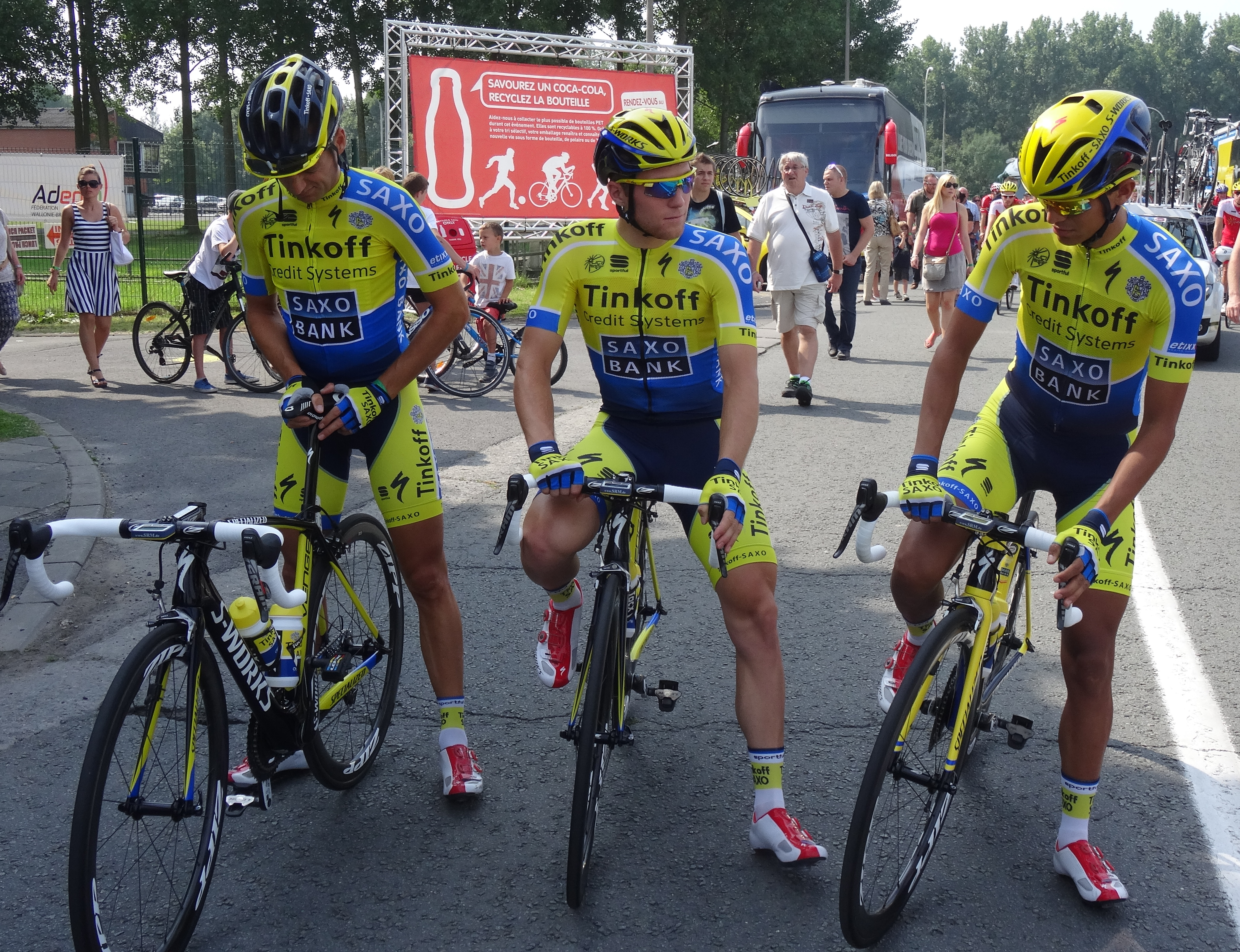
Тур Валлонии, 27 июля 2014 года

В сезоне 2014 года «Тинькофф-Саксо» впервые выступила как российская команда. По словам Олега Тинькова, российская регистрация команды была принципиальным решением. 2014 год стал более успешным для «Тинькофф-Саксо»: Контадор принёс команде победы на Тиррено — Адриатико, Туре Страны Басков и Вуэльте Испании, а Рафал Майка стал лучшим на горных этапах «Тур де Франс». Альберто Контадор не смог завершить многодневку из-за перелома голени. Контадор получил награду «Золотой велосипед» как лучший в мире гонщик и занял первое место в индивидуальном рейтинге UCI, а «Тинькофф-Саксо» стала второй в командном рейтинге по итогам года. В чемпионате мира команда заняла пятое место.
В марте 2014 года «Тинькофф-Саксо» подписала двухлетний контракт с Эдвардом Белтраном из связанной с ней любительской команды Nankang-Fondries. Летом того же года «Тинькофф-Саксо» была вынуждена отстранить от участия в Гранд Турах велосипедиста Романа Кройцигера из-за отклонений в данных биологического паспорта за период его сотрудничества с Astana Pro Team. Расследовавшая дело специальная комиссия олимпийского комитета Чехии пришла к выводу о том, что спорные значения находятся в пределах нормы.
В ноябре 2014 года «Тинькофф-Саксо» и 10 команд мирового тура основали организацию Velon (от англ. velo и onward, буквально «идущий вперёд»). Объединяя больше половины участников UCI World Tour, она предназначена для создания новой бизнес-модели профессионального велоспорта и ведения переговоров с организаторами гонок. В числе озвученных целей Velon защита интересов спонсоров и владельцев команд, модернизация системы трансферов и более зрелищные соревнования.

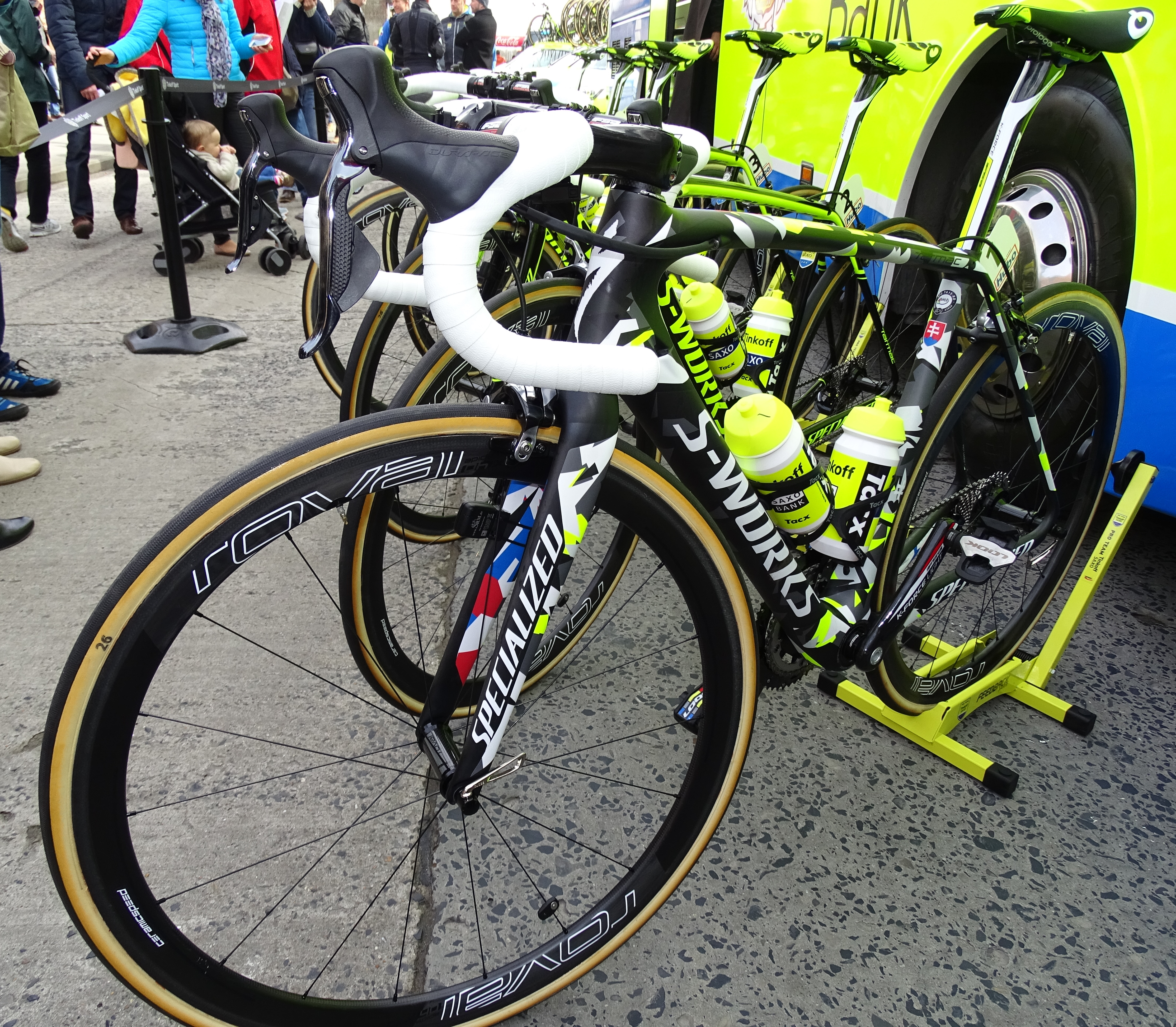
Велосипеды «Тинькофф-Саксо» в сезоне 2015

В декабре 2014 года в Москве прошла презентация нового состава «Тинькофф-Саксо» и новой униформы для сезона 2015 года. В мероприятии приняли участие Олег Тиньков, председатель правления «Тинькофф банка» Оливер Хьюз, спортивный директор команды Бьярне Рийс, генеральный директор команды Стефано Фелтрин и гонщики — Альберто Контадор, Петер Саган, Рафал Майка, Павел Брутт и Николай Трусов. Велокоманда представила новых спортсменов и экипировку для сезона следующего года, а Бьярне Рийс заявил о готовности команды к победе во всех четырёх номинациях Тур де Франс.

#### 2015
К сезону 2015 года «Тинькофф-Саксо» подписала контракты с Петером Саганом, Павлом Бруттом, Иваном Бассо и Робертом Кишерловски. Место главного тренера команды занял Бобби Джулич, а одним из спортивных директоров стал Никки Сёренсен. Оба спортсмена прежде выступали за «Тинькофф-Саксо».
В марте стало известно, что велокоманда получит 1,69 миллиарда рублей в рамках спонсорского контракта с «Тинькофф Банком», из них 512,6 миллиона — в 2015 году.
В конце марта пост спортивного директора покинул Бьярне Рийс, после чего была пересмотрена структура менеджерского состава. В начале апреля голландец Стивен де Йонг стал главным спортивным директором велокоманды «Тинькофф-Саксо» и на своём посту будет отвечать за стратегическое и долгосрочное планирование команды и её гоночных программ. Также планируется, что генеральный менеджер Стефано Фелтрин будет сильнее вовлечён в спортивное планирование. После ухода Рийса Saxo Bank сообщил, что прекратит сотрудничество с командой с нового сезона. В октябре Рийс озвучил план выкупить команду при финансовой поддержкой основателя Saxo Bank Ларса Сайера Кристенсена. В свою очередь Тиньков заявил, что готов рассмотреть продажу велокоманды за цену выше 4,5 млн евро. 15 октября стало известно, что Saxo Bank не будет спонсировать велокоманду в сезоне 2016 года.
В феврале 2015 года Микаэль Мёркёв выиграл шестидневную велогонку Copenhagen SixDay’s Tuesday night. В том же месяце Контадор победил на горном этапе Вуэльты Андалусии. Выступающий за «Тинькофф-Саксо» с 2015 года Петер Саган одержал победу на 6 этапе «Тиррено — Адриатико». Из-за травм на Вуэльте Каталонии 2015 года Контадор пришёл к финишу четвёртым, а многие гонщики команды сошли с дистанции.

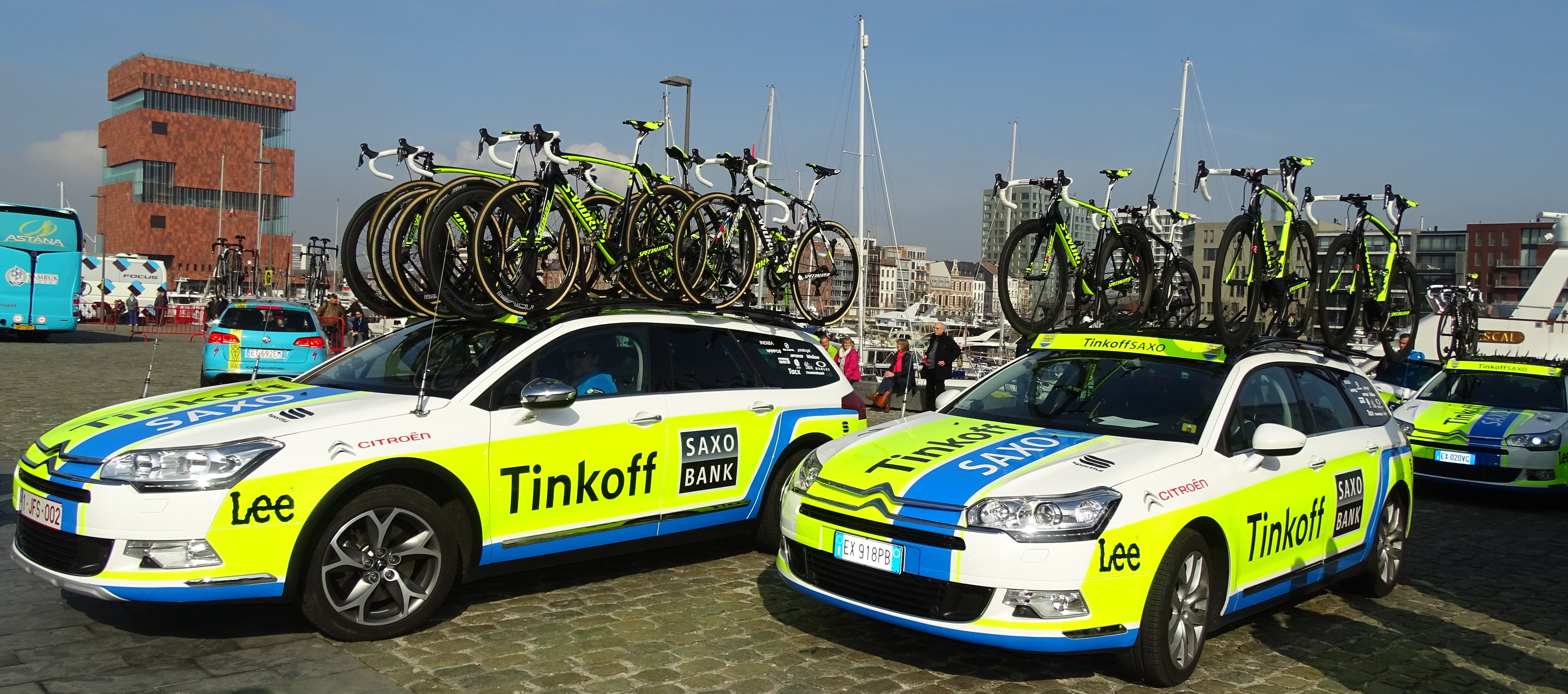
Автомобили поддержки с символикой спонсоров. Апрель 2015

На «Джиро д’Италия» впервые за вековую историю гонки победил представитель российской велокоманды — Альберто Контадор. Он лидировал в генеральной классификации на протяжении 16 из 21 этапов. Следующим стартом для Контадора стала многодневка Рут-дю-Сюд, которую он также выиграл.
Петер Саган выиграл «Тур Калифорнии», а затем два этапа на «Туре Швейцарии», став лучшим спринтером гонки.
На «Тур де Франс 2015» были заявлены Альберто Контадор, Петер Саган, Рафал Майка, Роман Кройцигер, Майкл Роджерс, Иван Бассо, Даниэле Беннати, Михаэль Вальгрен и Маттео Тозатто. Иван Бассо снялся с «Тур де Франс» после падения на 5-м этапе гонки и последовавшего исследования на МРТ, которое обнаружило раковую опухоль в левом яичке. Через месяц после успешной операции он вернулся к тренировкам, но уже в октябре объявил о завершении спортивной карьеры. По итогам веломногодневки лучшим спринтером стал Петер Саган, а лидер команды Альберто Контадор занял пятое место в генеральной классификации. Саган также шесть раз занимал призовые места на этапах гонки и десять раз попадал в пятерку сильнейших, что является рекордом «Тур де Франс» за последние 30 лет. Рафал Майка выиграл 11-й горный этап. Команда заняла 3-е место.
Команда «Тинькофф-Саксо» одержала двойную победу на «Туре Дании 2015» в командном зачёте и в классификации лучших спринтеров. Кристофер Юль-Йенсен выиграл гонку в генеральной классификации, Мэтти Бресчел выиграл два этапа, Микаэль Мёркёв победил на заключительном этапе. Мацей Боднар победил на 4-м этапе «Тура Польши 2015».
В августе команда подписала контракт с действующим чемпионом России в групповой гонке Юрием Трофимовым. Контракт начнёт действовать с началом 2016 года. Трофимов войдет в группу гонщиков, которые будут готовиться к «Тур де Франс» вместе с Альберто Контадором, кроме того будет лидером команды в других гонках. В том же месяце был подписан контракт на 2016 год с Адамом Блайтом. В начале сентября стало известно, что главный тренер Бобби Джулич и руководитель научного отдела Даниэль Хили с нового сезона покидают команду по обоюдному согласию сторон.
Капитаном команды на «Вуэльте Испании 2015» стал Рафал Майка. Также в состав вошли Петер Саган, Йеспер Хансен, Даниэле Беннати, Мацей Боднар, Сержиу Паулинью, Павел Полянски, Джей Маккарти и Павел Брутт. 24 августа Петер Саган стал победителем третьего этапа, эта победа стала для него первой на Гранд-турах с 2013 года. По ходу гонки команда понесла потери: Саган, возглавлявший спринтерский зачёт, и Паулинью были вынуждены завершить выступление в «Вуэльте» после столкновений с мотоциклистами на 8-м и 11-м этапах соответственно. В генеральной классификации Рафал Майка занял третье место.

#### 2016
В 2016 году Олег Тиньков заявил о роспуске команды.

## Команда
В состав команды на сезон 2016 года вошли 27 гонщиков:
| Велогонщик               | Дата рождения              |
| ------------------------ | -------------------------- |
| Эрик Башка (SVK)         | 12 января 1994 (31 год)    |
| Даниэле Беннати (ITA)    | 24 сентября 1980 (44 года) |
| Адам Блайт (GBR)         | 1 октября 1989 (35 лет)    |
| Мануэле Боаро (ITA)      | 12 марта 1987 (38 лет)     |
| Мацей Боднар (POL)       | 7 марта 1985 (40 лет)      |
| Павел Брутт (RUS)        | 29 января 1982 (43 года)   |
| Альберто Контадор (ESP)  | 6 декабря 1982 (42 года)   |
| Оскар Гатто (ITA)        | 1 января 1985 (40 лет)     |
| Михаэль Гогль (AUT)      | 4 ноября 1993 (31 год)     |
| Йеспер Хансен (DEN)      | 23 октября 1990 (34 года)  |
| Хесус Эрнандес (EPS)     | 28 сентября 1981 (43 года) |
| Роберт Кишерловски (CRO) | 9 августа 1986 (38 лет)    |
| Михаэль Коларж (SVK)     | 21 декабря 1992 (32 года)  |
| Роман Кройцигер (CZE)    | 6 мая 1986 (39 лет)        |
| Рафал Майка (POL)        | 12 сентября 1989 (35 лет)  |
| Джей Маккарти (AUS)      | 8 сентября 1992 (32 года)  |
| Сержиу Паулинью (POR)    | 26 марта 1980 (45 лет)     |
| Евгений Петров (RUS)     | 25 мая 1978 (47 лет)       |
| Павел Полянски (POL)     | 6 мая 1990 (35 лет)        |
| Майкл Роджерс (AUS)      | 20 декабря 1979 (45 лет)   |
| Иван Ровный (RUS)        | 30 сентября 1987 (37 лет)  |
| Юрай Саган (SLV)         | 23 декабря 1988 (36 лет)   |
| Петер Саган (SLV)        | 26 января 1990 (35 лет)    |
| Маттео Тозатто (ITA)     | 14 мая 1974 (51 год)       |
| Юрий Трофимов (RUS)      | 26 января 1984 (41 год)    |
| Николай Трусов (RUS)     | 2 июня 1985 (40 лет)       |
| Михаэль Вальгрен (DEN)   | 7 февраля 1992 (33 года)   |

### Руководство

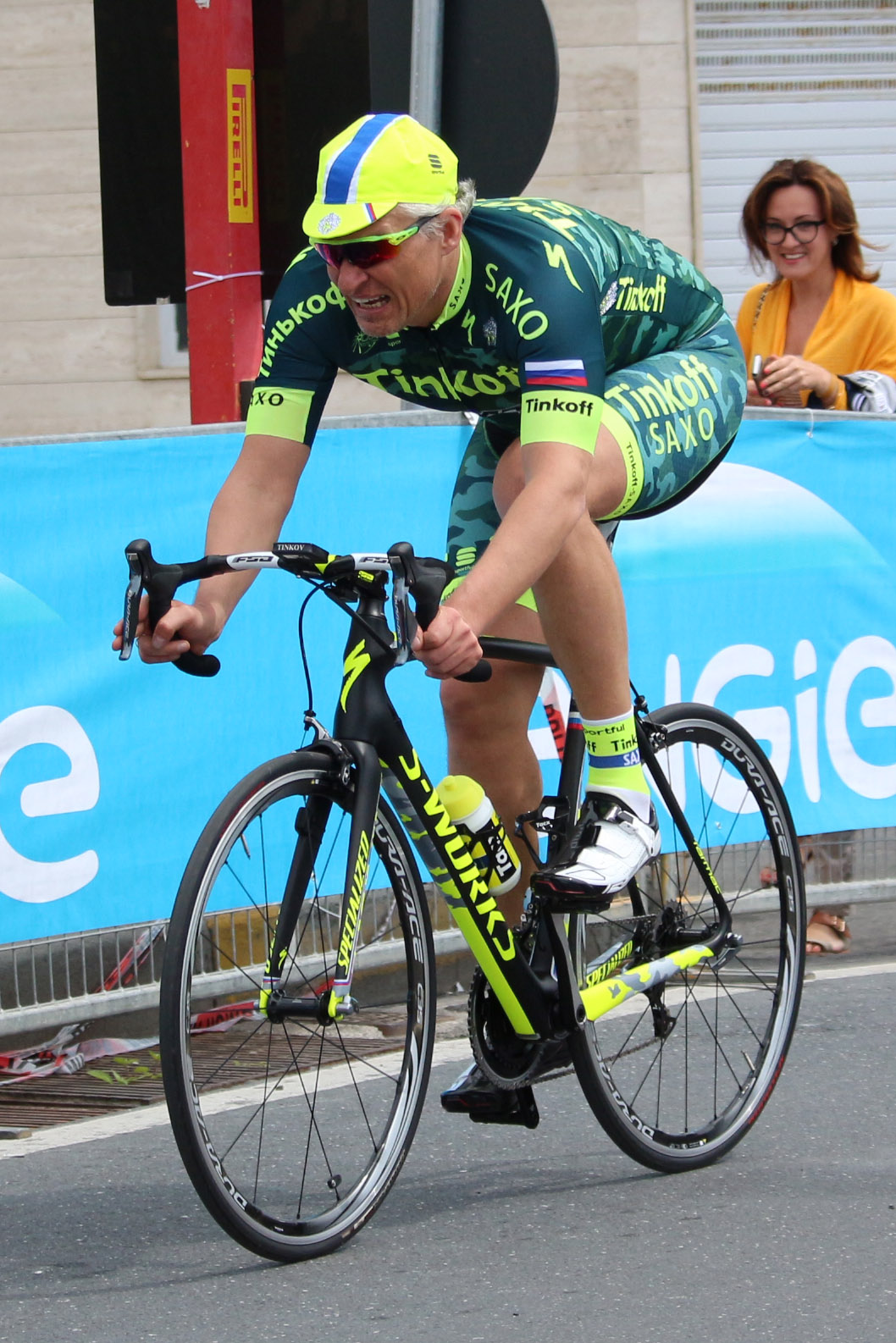
Олег Тиньков на Джиро д'Италия 2015

- Генеральный директор велокоманды — Стефано Фелтрин.
- Спортивные директора — Бруно Сенгьяльта[англ.], Тристан Хоффман[англ.], Стивен де Йонг[англ.], Ларс Миккельсен, Никки Сёренсен, Джузеппе Пино Тони, Паткси Вила[англ.], Шон Йейтс[англ.].
- Главный тренер — Бобби Джулич.

## Спортивная подготовка
Программа подготовки велосипедистов «Тинькофф-Саксо» разработана Бьёрном Кристиансеном, бывшим датским военным, членом Егерского Корпуса. Программа предназначена для развития командной работы в сложных условиях. Каждый год велосипедисты посещают выездной лагерь и проходят тренировки, основанные на программе подготовки специальных войск.
В числе тренировок стрельба, заплывы в открытом море, восхождения на горы. Например, осенью 2014 года команда поднялась на Килиманджаро. Кроме того, в рамках программы подготовки спортсмены организовывали в Израиле велосипедную школу.
Подготовка помогает разделять роли велосипедистов во время гонок. Например, чтобы снизить нагрузку на спортсменов, в «Тинькофф-Саксо» разделены роли капитана (гонщика, принимающего решения) и лидера команды (гонщика, задача которого — финишировать первым).

## Статистика побед
Команде принадлежат 6 побед на Гранд Турах, 13 побед в классических велогонках и 13 побед на шоссейных веломногодневках.

| Гранд Туры - Тур де Франс - Команда непрерывно участвовала в Тур де Франс на протяжении 16 лет (2000—2015) - 24 победы на этапах : - 2 в 2001 : Лоран Жалабер - 3 в 2003 : Тайлер Хэмилтон, Карлос Састре, Якоб Пиил - 1 в 2004 : Иван Бассо - 1 в 2005 : Дэвид Забриски - 2 в 2006 : Фрэнк Шлек, Йенс Фогт - 2 в 2007 : Фабиан Канчеллара - 2 в 2008 : Карлос Састре, Курт Асле Арвесен - 3 в 2009 : Фабиан Канчеллара, Никки Сёренсен, Фрэнк Шлек - 4 в 2010 : Фабиан Канчеллара (2), Энди Шлек (2) - 3 в 2014 : Рафал Майка (2), Майкл Роджерс - 1 в 2015 : Рафал Майка - 2 победы в генеральной классификации - 2008 : Карлос Састре - 2010 : Энди Шлек (после лишения титула Альберта Контадора) - 5 подиумов - 13 побед в классификациях - Общий зачёт (2003, 2008 и 2013) - Горный зачёт : Лоран Жалабер (2001 и 2002), Рафал Майка (2014) - Лучший молодой гонщик : Энди Шлек: (2008, 2009 и 2010) - Приз самому агрессивному гонщику : Лоран Жалабер (2001, 2002) и Крис Анкер Сёренсен (2012) - Лучший спринтер : Петер Саган (2015) - Джиро д’Италия - 12 гонок (2002, 2005—2015) - 14 побед на этапах : - 1 в 2002 : Тайлер Хэмилтон - 3 в 2005 : Иван Бассо (2), Дэвид Забриски - 4 в 2006 : Иван Бассо (3), командная гонка с раздельным стартом - 1 в 2007 : Курт Асле Арвесен - 1 в 2008 : Йенс Фогт - 2 в 2010 : Крис Анкер Сёренсен, Густав Ларссон - 2 в 2014 : Майкл Роджерс - 2 победы в генеральной классификации - 2006 : Иван Бассо - 2015 : Альберто Контадор - 2 подиума - 2 победы в классификациях - Лучший молодой гонщик : Энди Шлек (2007) и Ричи Порт (2010) | - Вуэльта Испании - Команда участвует 12 лет подряд (2004—2015) - 11 побед на этапах - 1 в 2005 : Никки Сёренсен - 1 в 2006 : командная гонка с раздельным стартом - 1 в 2008 : Мэтти Бресчел - 2 в 2009 : Фабиан Канчеллара - 1 в 2011 : Хуан Хосе Аэдо - 1 в 2012 : Альберто Контадор - 2 в 2013 : Николас Роч и Микаэль Мёркёв - 2 в 2014 : Альберто Контадор - 1 в 2015 : Петер Саган - 2 победы в генеральной классификации - 2012 : Альберто Контадор - 2014 : Альберто Контадор - 3 подиума Классические велогонки - Классика Сан-Себастьяна : 2001 и 2002 (Лоран Жалабер) - Париж — Тур : 2002 (Якоб Пиил) - Льеж — Бастонь — Льеж : 2003 (Тайлер Хэмилтон) и 2009 (Энди Шлек) - Амстел Голд Рейс : 2006 (Фрэнк Шлек), 2013 (Роман Кройцигер) - Париж — Рубе : 2006 (Фабиан Канчеллара), 2007 (Стюарт О'Грэйди) и 2010 (Фабиан Канчеллара) - Милан — Сан-Ремо : 2008 (Фабиан Канчеллара) - Тур Фландрии : 2010 (Фабиан Канчеллара), 2011 (Ник Нуйенс, 2016 (Петер Саган) Шоссейные веломногодневки - Париж — Ницца : 2004 (Йорг Якше) и 2005 (Бобби Джулич) - Тиррено — Адриатико : 2008 (Фабиан Канчеллара) и 2014 (Альберто Контадор) - Тур Швейцарии : 2009 (Фабиан Канчеллара) и 2010 (Фрэнк Шлек) - Тур Романдии : 2003 (Тайлер Хэмилтон) - Тур Германии : 2006 et 2007 (Йенс Фогт) - Энеко Тур : 2005 (Бобби Джулич) - Тур Польши : 2008 (Йенс Фогт) и 2014 (Рафал Майка) - Тур Страны Басков : 2008, 2009, 2014, 2016 (Альберто Контадор) |

## Фильмы
- Overcoming[дат.] (режиссёр: Томас Гисласон[дат.], киностудия: Nordisk Film), 2005 год